# Jeppe Prehn
Jeppe Prehn (* 24. August 1803 in Kopenhagen; † 28. November 1850 in Reichenbach, Vogtland) war ein deutsch-dänischer Verwaltungsjurist und Amtmann.

## Leben
Jeppe Prehn wuchs die ersten Lebensjahre in Kopenhagen auf, wo sein aus Tønder gebürtiger Vater Johann Friedrich Prehn (1771–1833) in der Königlichen Rentkammer tätig war. Er besuchte dann die Domschule Ratzeburg und studierte ab 1821 an der Universität Göttingen und ab 1822 an der Universität Kiel. Obwohl er sich mehr für Mathematik interessierte, legte er 1825 sein juristisches Examen ab und wurde zunächst wie sein Vater Mitarbeiter der Rentkammer in Kopenhagen. 1834 wurde er Amtmann im lauenburgischen Amt Steinhorst. 1848 zog er nach Ratzeburg und widmete sich ganz seinen Studien. Er verstarb 1850 auf einer Erholungsreise nach Italien.
Prehn veröffentlichte Aufsätze in mathematischen Fachblättern wie bei August Crelle im Journal für die reine und angewandte Mathematik. Daneben war er an Technik interessiert und befasste sich mit Dampfmaschinen. Er erfand eine besondere calorische Maschine, für die er auch ein Patent erhielt, seine Idee wurde jedoch von keinem Hersteller aufgenommen.
Der schleswig-holsteinische Politiker Friedrich Christian Prehn war sein Bruder; seine Enkelin war die Malerin Martha Koepp-Susemihl.